# Amblystegium turgescens
Amblystegium turgescens là một loài rêu trong họ Amblystegiaceae. Loài này được T. Jensen Lindb. mô tả khoa học đầu tiên năm 1879.